# Łowcza (stacja kolejowa)
Łowcza (biał. Лоўча; ros. Ловча) – stacja kolejowa w miejscowości Łunin, w rejonie łuninieckim, w obwodzie brzeskim, na Białorusi. Leży na linii Homel – Łuniniec – Żabinka.
Nazwa pochodzi od pobliskiej miejscowości Łowcza (obecnie Łobcza).
Stacja istniała przed II wojną światową. Nosiła wówczas tę samą nazwę.